# Bertha Zahourek
Bertha Zahourek oder Berta Zahourek, nach Heirat Blaha-Zahourek (* 3. Jänner 1896 in Wien; † 14. Juni 1967) war eine österreichische Schwimmerin.

## Leben
Bertha Zahourek wurde in Wien als uneheliches Kind geboren und wuchs bei den Pflegeeltern Georg und Betty Fürmann auf. Sie lernte bei ihrem Pflegevater, der im Dianabad in Wien beschäftigt war, im Alter von fünf Jahren schwimmen. Im Jahr 1910 schwamm die 14-jährige einen Weltrekord in 300 Meter Freistil  in 5:57,9 Minuten.
Bei den Olympischen Spielen 1912 in Stockholm standen erstmals Schwimmwettbewerbe für Damen auf dem Programm. Am 8. Juli schied Zahourek im 100-Meter-Freistil-Wettbewerb im zweiten Vorlauf aus. Am 15. Juli 1912 gewannen Margarete Adler, Klara Milch, Josephine Sticker und Bertha Zahourek als Schlussschwimmerin die Bronzemedaille in der 4×100-Meter-Freistilstaffel hinter den Staffeln aus dem Vereinigten Königreich und aus Deutschland. Damit waren die vier Schwimmerinnen die ersten österreichischen Frauen, die eine olympische Medaille gewannen.
Nach der aktiven Schwimmerkarriere, bei der sie an die 200 Medaillen und Ehrenpreise gewann, widmete sie sich dem Rettungsschwimmen und war Präsidentin des österreichischen Rettungsschwimmklubs.